# Vinec
Vinec (en allemand : Winitz) est une commune du district de Mladá Boleslav, dans la région de Bohême-Centrale, en République tchèque. Sa population s'élevait à 295 habitants en 2020.

## Géographie
Vinec est arrosée par la Jizera et se trouve à 3 km au sud-ouest de Mladá Boleslav et à 47 km au nord-est de Prague.
La commune est limitée par Bukovno au nord, par Dalovice à l'est, par Mladá Boleslav à l'est et au sud-est, par Krnsko au sud-ouest et à l'ouest, et par Rokytovec à l'ouest.

## Histoire
La première mention écrite de la localité date de 1352.

## Transports
Par la route, Vinec se trouve à 7 km de Mladá Boleslav et à 58 km de Prague.